# 1211.º Batallón de Campaña de la Luftwaffe
El 1211.º Batallón de Campaña de la Luftwaffe (1211. Luftwaffen-Feld-Bataillon) fue una unidad de la Luftwaffe durante la Segunda Guerra Mundial.

## Historia
Fue formado el 7 de septiembre de 1944 en Nordhausen, se componía de: la compañía Plana Mayor con dos pelotones de telefonistas, dos pelotones de radiotelegrafistas, una unidad de transporte y una de intendencia. 
- 1.ª Compañía de Fortificación de la Luftwaffe
- 2.ª Compañía de Fortificación de la Luftwaffe
- 3.ª Compañía de Fortificación de la Luftwaffe
- Pelotón antitanque
- Pelotón de ametralladoras pesadas

La orden oficial de creación (O.K.L./Gen. Qu. Az. 12751/44 g. Kdos.) fue emitida el 10 de septiembre de 1944. En septiembre de 1944 fue renombrado como XI Batallón de Fortaleza de la Luftwaffe.
| Unidad       | Correo Postal |
| Plana Mayor  | 61157 A       |
| 1.ª Compañía | 61157 B       |
| 2.ª Compañía | 61157 C       |
| 3.ª Compañía | 61157 D       |